# 慈悲面容
《慈悲面容》（拉丁語：Misericordiae Vultus）是教宗方濟各在2015年4月11日為宣布慈悲特殊禧年的舉行而頒布的教宗詔書。此詔書除宣告於2015年12月8日至2016年11月20日結束的慈悲禧年的舉行外，時也針對了「慈悲」這個觀念在基督信仰中的角色做出介紹，並且說明了此禧年間的特定事項。

## 背景
禧年原為舊約聖經中提及的猶太傳統，每隔50年為一禧年，在該年猶太人必須釋放賣身的奴隸和免除債務。此傳統後來被天主教會沿用，該被宣告為禧年的年頭，教宗會開啟位於羅馬的四座特級宗座聖殿的聖門，並給予朝聖者全大赦。禧年的舉行間隔歷經改變，不過之後除了重大事故導致未舉行外，幾乎都是是採取每隔25年一次的作法。
於2000年時，時任教宗若望保祿二世舉行了一次禧年，然而2013年上任的教宗方濟各認為需要更清楚的表達教會的慈悲使命，因此在2015年3月13日宣布了將在12月8日開啟一個為了紀念天主的慈悲的特殊禧年，並在之後的2015年4月11日為發表了《慈悲面容》宗座詔書，正式宣告禧年的預備以及相關細項，並針對慈悲這個主題給予勸告。

## 簡介
首先，教宗方濟各表示耶穌基督就是天主的慈悲面容，為了完成慈悲的目的而降生，並說明了天主的慈悲以及慈悲在基督信仰內的重要性。為此他決定將在2015年12月8日開啟慈悲聖年，並請各地主教也在其主教座堂開啟聖門，而不是依照傳統只開啟羅馬四座特級宗座聖殿的聖門。他也說明選擇12月8日的原因之一就是為了紀念第二次梵蒂岡大公會議閉幕五十周年。並引用了召開梵二的教宗若望二十三世與為梵二閉幕的教宗保祿六世的文告說明慈悲與梵二的關係。而此一禧年則會在2016年11月20日基督君王節落幕。
方濟各也引用了聖經中的描述說明慈悲是天主的力量以及特質。並以《聖詠》第132篇中不斷出現的「因為祂的仁慈永遠長存」來強調這點。他也以耶穌為人治病、增餅、驅魔和復活寡婦的兒子等事蹟，表示慈悲是耶穌的準則，其中包含方濟各牧徽格言的根源——耶穌揀選瑪竇。他也使用了耶穌對門徒所做的惡僕和原諒七十個七次的典故，說明慈悲不只是天主的事情，對於信徒而言也是應當去維護的品德。方濟各表示，慈悲是教會生活之基礎。並引用教宗若望·保祿二世的通籲《富於仁慈的天主》，表達對社會逐漸缺少仁慈心這件事的擔憂。並鼓勵教會重拾慈悲之心，並將愛散播出去。
對於度過慈悲禧年，方濟各也在詔書中提供了幾個建議和安排。他呼籲要以耶穌所教導的「不論斷和定罪」來達成朝聖的旅途。並鼓勵在禧年中多多關懷弱勢族群，且除了物質上的贈予外，也要注意心靈上的幫助。他也要求各教區四旬期第四週的星期五和星期六舉行「24小時獻給上主」的祈禱和懺悔活動。並要求聽告解的神職人員們多思考浪子的比喻。同時他也宣布會在四旬期期間派遣「慈悲傳教士」，這是一群被給予在四旬期間能赦免原先只限教宗能赦免的罪的權利的神職人員。
方濟各也請求各位身處犯罪，特別是貪汙行為的人士多思考自己行為的後果。並針對慈悲與正義的關係給予解讀，表示慈悲與正義是相輔相成的兩種訴求。他也對禧年間大赦的意義作了番說明。此外他更提及猶太教和伊斯蘭教的精神中也包含的對慈悲的嚮往，並希望在慈悲禧年中能與其他宗教有著友善的往來，以便消除歧視和衝突。最後他提到了聖母與慈悲的關聯，並請與慈悲有關聯的聖女傅天娜修為教會能活出慈悲的精神轉求天主。

## 外部連結
- 《慈悲禧年》聖座官方多語言版 （页面存档备份，存于）（阿拉伯文）（德文）（英文）（西班牙文）（法文）（意大利文）（拉丁文）（波兰語）（葡萄牙文）
- 《慈悲禧年》繁體中文版（台港兩地教會合譯）（繁體中文）
- 《慈悲禧年》簡體中文版（台港兩地教會合譯）（简体中文）